# Triegel von Gemmingen
Triegel von Gemmingen († 1384 oder 1385) entstammte dem Ast der Velscher der Freiherren von Gemmingen und war in der zweiten Hälfte des 14. Jahrhunderts Fauth in Kißlau.

## Leben
Er war einer der Söhne des älteren Schweickardt von Gemmingen († 1371). Er war 1362 Fauth in Kißlau und erwarb damals für 350 Gulden einen Hof mit Kelter und Scheuer in Bruchsal. Später erwarb er auch einen Teil vom Bruchsaler Weinzehnten. 1382 stellte Triegel einen Revers an Graf Eberhard von Württemberg aus, der die zum ehemaligen Lehen des Schwarz Schweickardt von Gemmingen gehörenden Güter und Leute in Gemmingen zum Inhalt hatte. 1384 versetzte Bischof Adolf von Speyer an Triegel von Gemmingen Burg und Stadt Rotenberg mit den dazu gehörigen Dörfern Malsch, Mühlhausen, Horrenberg und Balzfeld für 1500 Gulden. 1385 war Triegel verstorben.

## Familie
Er war in erster Ehe mit Anna von Stauffeneck und in zweiter Ehe mit Els von Enzberg verheiratet.
Nachkommen:
- Werntraut ⚭ Schweikard von Helmstatt gen. von Duckstein (Dauchstein)
- Engeltraut ⚭ Albrecht Göler von Ravensburg (Stammeltern aller heute lebender Göler von Ravensburg)
- Georg der Dicke ⚭ Agnes von Remchingen